# 印度航空足球俱乐部
印度航空足球俱乐部（FC Air India）是印度职业足球俱乐部，创建于1952年，位于马哈拉施特拉邦孟买。俱乐部是由印度航空所资助的，并由瑙沙德·穆萨进行管理。球队在马哈拉施特拉邦足球联赛和印度全国足球联赛中都取得过不错的成绩，球队属于印度全国足球联赛超级组和孟买超级组参赛球队。
2006年俱乐部取得了好战绩，将锡金政府金杯（ Sikkim Governor's Gold Cup ）和Nadkarni杯两个杯赛冠军收入囊中，1999-2000赛季球队从第二级联赛中脱颖而出，取得了晋级到印度全国足球联赛超级组的机会并且保级至今。

## 球队荣誉
- 印度全国足球联赛第二级联赛 冠军
  - 1999/2000
- 孟买超级组 冠军4次
  - 1994, 1996, 1997, 1999
- 全印度千禧年杯 冠军4次
  - 2001, 2002, 2003, 2004
- 锡金政府金杯 冠军2次
  - 1996, 2006[
- Nadkarni杯
  - 2005, 2006

## 外部來源
- 11th National Football League India（页面存档备份，存于）
- Indian Football – FC Air India （页面存档备份，存于）
- Season ending Transfers 2006 (NFL India)（页面存档备份，存于）
- NFL 2006/2007 League Table （页面存档备份，存于）
- FC Air India （页面存档备份，存于）